# Anicka Castañeda
Pour les articles homonymes, voir Castañeda.
Anicka Castañeda, née le 15 décembre 1999, est une footballeuse internationale philippine. Elle joue au poste de milieu de terrain au Kaya FC.

## Biographie

### Famille et études
Anicka Castañeda est née le 16 décembre 1999. Elle a un frère et une sœur aînée, Sara Castañeda (en), qui est également footballeuse internationale. Elle fréquente la De La Salle Santiago Zobel School avant d'étudier à l'université de La Salle.

### Carrière sportive
Castañeda joue pour l'équipe féminine junior de futsal de De La Salle Zobel. Elle est nommée meilleure joueuse junior de la Women's National Collegiate Athletic Association (WNCAA) en 2016. Elle est également capitaine de l'équipe de Grand Manille lors du Palarong Pambansa 2017, une compétition scolaire nationale.
Castañeda fait partie de l'équipe nationale féminine de football des Philippines disputant les qualifications pour la Coupe d'Asie féminine 2018 en avril 2017. L'équipe nationale se qualifie à une journée de la fin en faisant match nul contre Bahreïn 1–1. Elle marque pour l'équipe nationale lors d'un match précédent contre le Tadjikistan. Castañeda fait également partie de l'équipe participant aux Jeux d'Asie du Sud-Est de 2017.
Après le lycée, Castañeda rejoint l'équipe féminine de l'université De La Salle mais ne joue pas dans le championnat de l'UAAP lors de la saison 2017-2018, n'étant pas disponible en raison d'engagements en équipe nationale, tandis qu'une blessure la rend indisponible lors de la saison suivante. La saison 2019-2020 est quant à elle annulée en raison de la pandémie de COVID-19.
Elle rejoint en 2022 le club australien du Mt Druitt Town Rangers.
Elle joue pour les Philippines lors de la Coupe d'Asie féminine 2022, aidant son équipe à se qualifier pour sa toute première Coupe du monde féminine en 2023. Elle est la seule joueuse de la sélection de la Coupe du monde qui est née au pays ; 18 de ses 22 coéquipières sont nées aux États-Unis.

## Palmarès
- Médaillée de bronze aux Jeux d'Asie du Sud-Est de 2021
- Vainqueur du Championnat d'Asie du Sud-Est en 2022